# Лі Жуйцин
Лі Жуйцин (李瑞清, 1867 — 1920) — китайський каліграф, живописець, засновник сучасної системи художньої освіти в Китаї, організатор напрямку цзіньшішу-пай («каліграфія на бронзі та камені»).

## Життєпис
Походив зі старовинного роду вчених. народився у 1867 році у Ліньчуань (сучасний повіт Цзіньсянь, провінція Цзянсі). Отримав гарну домашню освіту. З дитинства помітили його хист до малювання й каліграфії. У 1893 році отримати ступінь цзюйжень, а в 1895 році — вищий ступінь цзіньши. Після цього зайняв посаду інспектора з освіти. Ще напередодні Сіньхайської революції (1911–1912 років) Лі Жуйцин одним з перших запрошує японських фахівців викладати математику і природничі науки. Після революції він жив у Шанхаї, де змушений був продавати свою каліграфію і живопис для утримання великої родини. Помер у 1920 році там же.

## Каліграфія
Лі Жуйцин досяг видатного майстерності у всіх основних почерках. Він вважав, що почерк чжуаньшу, який був біля витоку розвитку каліграфії в цілому, є базовим для формування пластичного мислення початківців—каліграфів. Підкреслював, що вивчати чжуаньшу треба з написів на пам'ятниках бронзи до періоду династії Цінь (221–207 роки до н. е.), тобто до стандартизації написання. Серед стародавніх артефактів Лі Жуйцин виділяв напис почерком дачжуань на посудині Сань ши пань (IX ст. до н. е., zh:散氏盤). Текст з 376 ієрогліфів з цієї судини копіювався їм неодноразово окремими альбомами по 6 знаків на аркуші. У цьому прославленому пам'ятнику Лі Жуйцина цікавила компактна округленность всіх рис і овальна форм їх закінчень. У своїх копіях Сань ши пань каліграф передає і навіть посилює нерівність контуру рис, пов'язану з тим, що іерогліфічні знаки відливалися разом з виробом. Лі Жуйцин прагне оволодіти секретом енергетики стародавніх знаків, для нього простота форм архаїчного почерку — це найвищий рівень складності у калліграфічній традиції.
У почерку лішу Лі Жуйцин надавав перевагу потужному прямокутному початку і завершальній загостреність закінчень. Досконалість подібної техніки письма захоплювало його в шедеврі ханьської каліграфії — стелі «Цзін-цзюнь Бей» (143 рік н. е.). Працюючи з відтисками (ке-ті), каліграф здійснював переклад вигравіруваних на камені знаків на папір. Захоплення історичною об'єктивністю і стало головною ознакою індивідуального стилю Лі Жуйцина.

## Живопис
Працював у жанрі хуа-няо («живопис квітів і птахів»). Наслідував стилям відомих художників старовини Шитао та Чжу Да.

## Педагогіка
Лі Жуйцин уславився як талановитий педагог. Наибільш відомими учнями і послідовниками майстра є його небіж Ху Гуанвей і прийомний син Лі Цзянь. Серед його учнів по живопису був Чжан Дацянь.